# تپه آجرپزی ۴
تپه آجرپزی ۴ مربوط به دوران پارینه‌سنگی جدید است و در شهرستان کرمانشاه، بخش مرکزی، دهستان دورود فرامان، ۱/۵ک متری جنوب شرق روستای حصار سفید، ۱/۵ کیلومتری شمال شرق روستای ده سواران واقع شده و این اثر در تاریخ ۱۸ اسفند ۱۳۸۷ با شمارهٔ ثبت ۲۴۹۰۲ به‌عنوان یکی از آثار ملی ایران به ثبت رسیده است.